# 深水埔公立醫局

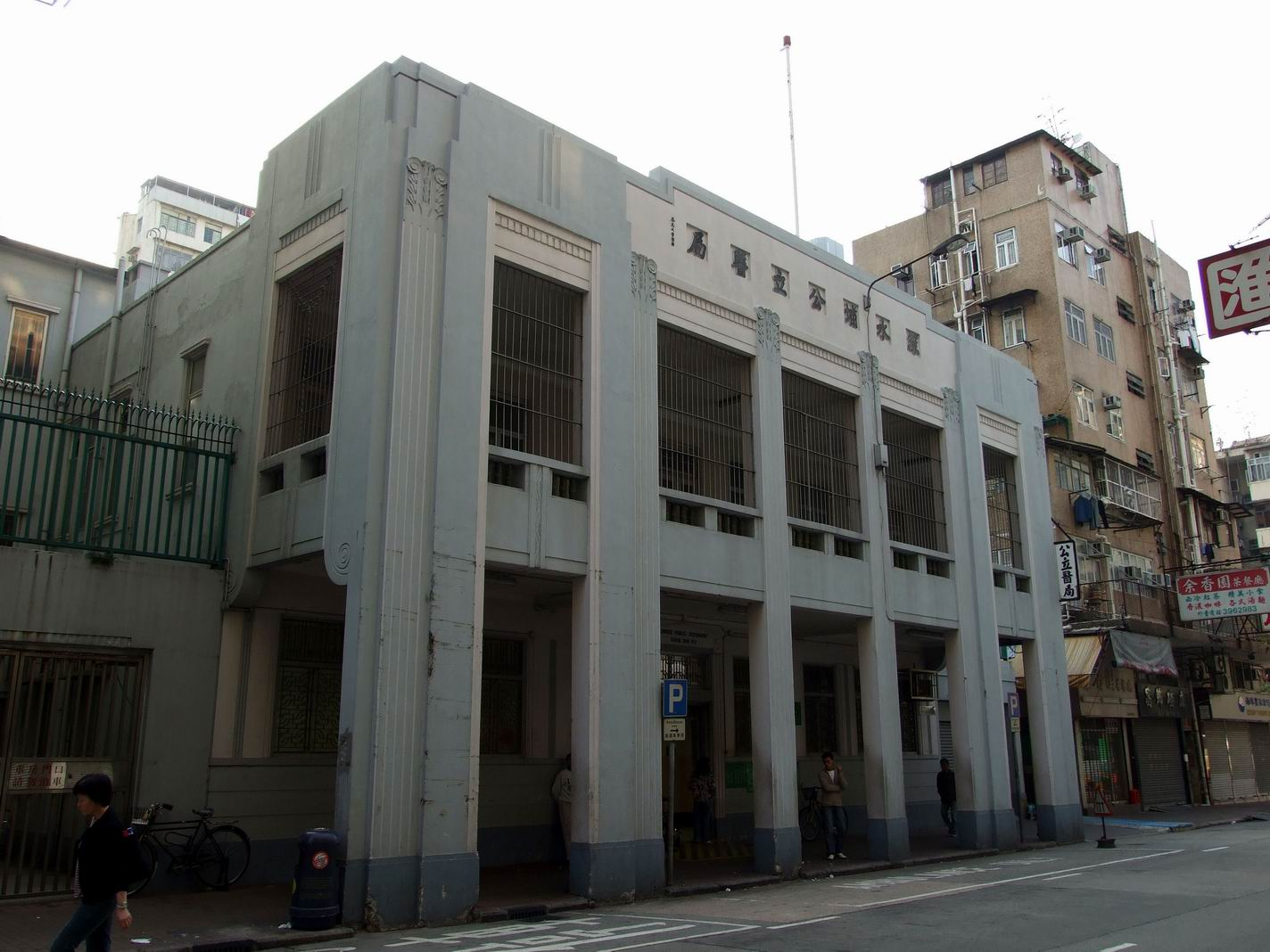
深水埔公立醫局

22°19′36″N 114°09′42″E / 22.3267°N 114.1617°E
深水埔公立醫局是香港一座醫療建築，位於九龍深水埗醫局街137號，建於1936年（89年樓齡），現時闢作美沙酮診所。於2009年12月18日獲確認為二級歷史建築。

## 歷史
深水埔公立醫局於1911年設立，原本位於深水埗天后廟之內，後來開闢的醫局街亦因而得名。1930年，醫局遷到現址的建築，並荷蒙當時富商黃耀東出資興建，由本地建築公司周李建築工程師事務所（Chau & Lee Architects）設計，落成後取代了區內一所舊診所。深水埔公立醫局戰前由深水埔街坊福利會負責管理，日間為醫療中心，晚上則用作街坊福利會的議事場所。
1950年代初，不少新移民定居於深水埗，並且肺癆流行，而該醫局救治了不少病人。1950年代至1970年代，醫局晚間作為深水埗街坊福利會社區中心之用。2002年進行翻新工程後，現時醫局已改為美沙酮診所，並已改名「深水埗美沙酮診所」，由醫療輔助隊管理。

## 建築
深水埔公立醫局是樓高兩層的白色建築，上方刻有「深水埔公立醫局」，「深水埔」是「深水埗」的舊稱，建築風格屬現代裝飾派藝術。醫局佔地逾1,000平方米，上層為員工休息室，下層則為詢問處、診療室、注射室及辦公室。

## 外部連結
- 1,444幢歷史建築物簡要 － #572 深水埗公立醫局